# 架桥镇 (桃源县)
架桥镇，是中华人民共和国湖南省常德市桃源县下辖的一个乡镇级行政单位。

## 行政区划
架桥镇下辖以下地区：
架桥社区、东门桥社区、叶家坡村、挖断岗村、翰林村、祠堂岗村、朝阳村、马路村、茶林村、先锋村、黄龙村和栖凤山村。